# ماروآنتسترا
ماروآنتسترا (به لاتین: Maroantsetra) یک منطقهٔ مسکونی در ماداگاسکار است که در ماروآنت‌سترا واقع شده‌است. ماروآنتسترا ۴۲٬۵۲۹ نفر جمعیت دارد و ۱۴ متر بالاتر از سطح دریا واقع شده‌است.